# Geiser (apparaat)

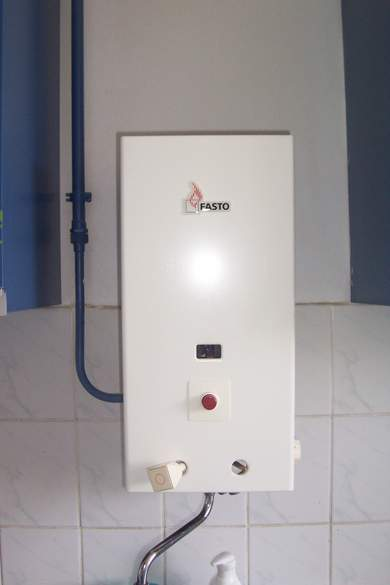
Een keukengeiser met uitloop

Een geiser of doorstroomverwarmer, foutief ook wel doorstroomboiler genoemd, is een apparaat dat dient voor de bereiding van warm water. Het water wordt hierbij meestal verwarmd door middel van aardgas, soms met propaan of butaan, maar er zijn ook geisers die gebruikmaken van elektriciteit. De naam is afgeleid van een geiser, een warmwaterbron in de natuur.
Een geiser is een warmwatertoestel waarmee het water pas wordt opgewarmd op het moment dat dit benodigd is. Dit in tegenstelling tot een boiler waar een op temperatuur gehouden hoeveelheid warm water in een geïsoleerd vat is opgeslagen. Men noemt een geiser daarom een doorstroomtoestel en een boiler een voorraadtoestel.

## Gasgeisers

### Werking
In het koudwatergedeelte van een gasgeiser zit een membraan; bij gesloten warmwaterkraan is de waterdruk aan beide kanten van het membraan gelijk. Als men de kraan opendraait, zal de druk onder het membraan groter worden waardoor dit naar boven beweegt en via een stift de hoofdgasklep bedient. De waakvlam zal vervolgens de brander doen ontsteken. Rond en boven de brander zit de warmtewisselaar, waarop aan de buitenkant in een spiraalvorm de waterleiding is gesoldeerd. Deze doorstroombuis loopt ook nog heen en weer boven de brander, in een lamellenblok, zodat het water zo veel mogelijk verbrandingswarmte kan opnemen.

### Modellen
Er bestaan verschillende modellen die worden aangeduid naar het doel van het warme water. Zo heeft een keukengeiser een kleine capaciteit, (doorgaans 5 liter per minuut), voldoende om warm water te maken voor de afwas in de keuken, of voor het nemen van een douche, badgeisers zijn er in verschillende capaciteiten, tot wel 16 liter warm water per minuut, voldoende om in een redelijke tijd een grote hoeveelheid water te verwarmen voor het vullen van een badkuip.
Een keukengeiser bevindt zich meestal in de keuken, zodat men daar vrijwel onmiddellijk warm water heeft. Is de douche op dezelfde keukengeiser aangesloten, dan duurt het vaak even voordat de douche warm water geeft.

### Rookgasafvoer en luchttoevoer

#### Open toestellen
Gasgestookte geisers verschillen in de wijze waarop de luchttoevoer plaatsvindt: De veelgebruikte open toestellen onttrekken de voor de verbranding benodigde lucht uit de ruimte waar ze zijn aangebracht, deze ruimte dient daarom steeds voldoende geventileerd te zijn. De rookgassen van de geiser worden met een pijp naar buiten afgevoerd.
In het verleden werden keukengeisers geïnstalleerd zonder afvoer naar buiten. De rookgassen, waarvan het grootste gedeelte uit waterdamp bestaat, komen hierbij terecht in de woning. Bij te weinig aanvoer van verse lucht, benodigd voor de verbranding, bevatten deze rookgassen het reukloze en giftige koolmonoxide. Installatie van deze toestellen is binnenshuis daarom niet meer toegestaan. Een bekend voorteken van te weinig ventilatie bij open geisers is condensvorming op de ramen (enkelglas), dat komt door de verbrandingsproducten van de geiser (waterdamp en koolstofdioxide).
Reeds aanwezige toestellen zijn nog wel toegestaan. Boven de geiser moet dan wel een niet-afsluitbaar ontluchtingsrooster aanwezig zijn. Zo'n rooster mag nooit worden dichtgestopt. 

#### Gesloten toestellen
Bij nieuwbouw of renovatie worden gesloten toestellen toegepast. Een gesloten gastoestel heeft een eigen aanvoer van verse lucht en een afvoer voor rookgassen. Het toestel onttrekt geen lucht aan de ruimte waarin het is geïnstalleerd.

## Verbruikskosten

### Voordelen
- Geisers zijn zowel in aankoop als in verbruik goedkoper dan voorraadtoestellen, doordat ze het water alleen verwarmen wanneer daar behoefte aan is.
- Geisers kunnen onbeperkt warm water leveren.

### Nadelen
- Meestal leveren geisers minder warm water per minuut dan voorraadtoestellen, daardoor kan er vaak niet op twee plaatsen tegelijk warm water worden getapt.
- Er dient een minimumhoeveelheid warm water per minuut te worden getapt: de tapdrempel. Onder de tapdrempel slaat het toestel af, met koud water of een wisselende temperatuur als gevolg. De tapdrempel ligt bij de meeste geisers tussen 1 à 3 liter per minuut. Voor waterbesparende voorzieningen zoals een douchekop, wordt een tapdrempel van maximum 1,6 liter per minuut aangeraden.

## Combiketel
Sinds de opkomst van de cv-ketel is de geiser grotendeels verdrongen door de zogenaamde combiketel. Deze zorgt voor verwarming van de woning en voor het warme water uit de kraan. Geisers zijn vaak nog in gebruik in oudere flats en kleine woningen, vaak in combinatie met een moederhaard of gevelkachel of blokverwarming.